# Corrado De Cenzo
Corrado De Cenzo (Agrigento, 18 maggio 1897 – Roma, 24 dicembre 1942) è stato un attore italiano.

## Biografia
Proveniente da una dinastia teatrale, di origine napoletana, è stato un attore caratterista che al cinema è apparso in circa venticinque pellicole dal 1937 fino alla morte, avvenuta nel 1942 all'età di 45 anni. Venne sepolto nel Cimitero del Verano della capitale..

## Filmografia
- Gatta ci cova, regia di Gennaro Righelli (1937)
- Sono stato io!, regia di Raffaello Matarazzo (1937)
- La casa del peccato, regia di Max Neufeld (1938)
- Fuochi d'artificio, regia Gennaro Righelli (1938)
- Il destino in tasca, regia di Gennaro Righelli (1938)
- Luciano Serra pilota, regia di Goffredo Alessandrini (1938)
- L'ultimo scugnizzo, regia di Gennaro Righelli (1938)
- La mazurka di papà, regia di Oreste Biancoli (1938)
- Pietro Micca, regia di Aldo Vergano (1938)
- Voce senza volto, regia di Gennaro Righelli (1938)
- Ballo al castello, regia di Max Neufeld (1939)
- Terra di nessuno, regia di Mario Baffico (1939)
- Piccolo hotel, regia di Piero Ballerini (1939)
- Il cavaliere di San Marco, regia di Gennaro Righelli (1939)
- Giarabub, regia di Goffredo Alessandrini (1942)
- Fra Diavolo, regia di Luigi Zampa (1942)